# Abdallah al-Battal
Pour les articles homonymes, voir Batal.
Abdallah al-Battal (en arabe : عبدالله البطال, « Abdallah le Héros », mort en 740) fut un guerrier musulman qui combattit lors des guerres byzantino-arabes au début du VIIIe siècle. Il participa à différentes campagnes du califat omeyyade contre l'Empire byzantin. Si les sources historiques à son propos sont minces, une tradition pseudo-historique et mythique s'est développée autour de son personnage après sa mort. Il devint une figure célèbre dans la littérature épique arabe puis turque, sous le nom de Sayyid Battal Ghazi.

## Biographie
Rien n'est connu des origines et du début de la vie d'Abdallah al-Battal. La plupart des récits affirment qu'il était originaire d'Antioche ou de Damas et qu'il était un mawla de la famille omeyyade. Il possédait plusieurs noms comme Abu Muhammad, Abu Yahya ou Abu 'l-Husayn,. Son nisba (adjectif indiquant le lieu d'origine) d'al-Antaqi (d'Antioche) suggère qu'il n'est pas d'origine arabe. Dans ce contexte, son nom d'Abdallah pourrait signifier qu'il s'est converti à l'Islam car ce patronyme, signifiant serviteur d'Allah, était souvent donné aux nouveaux convertis dans les premiers temps de l'Islam. Khalid Yahya Blankinship estime qu'il pourrait s'agir de la même personne qu'un certain Amr mentionné dans la chronique byzantine de Théophane le Confesseur à propos de la campagne de Nicée de 727. De là, il est possible d'en déduire qu'Amr pourrait être son véritable nom de famille ou un nom à suffixe patronymique tandis que le nom d'Abdallah pourrait être simplement honorifique.

Carte de l'Asie Mineure byzantine au début du VIII, théâtre des combats menés par Abdallah al-Battal.

Selon les sources historiques (les chroniques d'Al-Yaqubi et d'Al-Tabari), al-Battal apparut pour la première fois en 727, au cours d'un des raids annuels contre les terres byzantines de l'Asie Mineure. Cette campagne était conduite par Mu'awiya ibn Hisham, le fils du calife Hicham. Al-Battal dirigeait l'avant-garde et il pénétra profondément dans les terres ennemies, jusqu'à Gangra, une cité de Paphlagonie, dont il s'empara et qu'il détruisit. Par la suite, l'armée principale le rejoignit et mit le siège devant Nicée, dont elle ne put s'emparer,. Blankinship considère que la prise de Gangra fut l'un des plus grands succès des armées omeyyades contre les Byzantins à cette époque, avec la prise de Césarée par Maslama ben Abd al-Malik en 726. Les récits plus tardifs du Xe siècle affirment qu'al-Battal participa à la campagne de Maslama lors du siège de Constantinople en 717-718. Toutefois, les textes arabes à propos de cet événement sont généralement en partie romancés et il est impossible de savoir si la mention la présence d'Abdallah al-Battal est véridique ou non.
Al-Battal commanda lui-même un autre raid en 731-732, à propos duquel peu de choses sont connues. Ce fut probablement un échec et il est surtout connu en raison du fait qu'il fut le théâtre de la mort au combat d'Abd al-Wahhab ibn Bukht, un autre héros arabe,. L'année suivante (732-733), al-Battal combattit à nouveau aux côtés de Muawiya, pénétrant jusqu'à Akroïnon en Phrygie. Une armée byzantine dirigée par un général du nom de Constantin tenta de s'opposer mais elle fut vaincue par Al-Battal qui captura Constantin. La dernière apparition d'Al-Battal remonte à 740, lors d'une grande campagne impliquant plusieurs dizaines de milliers d'hommes envoyés par les Omeyyades contre Byzance. Aux côtés de Malik ibn Shu'ayb, le gouverneur de Malatya, al-Battal commandait une force de cavalerie de 20 000 hommes tandis que Souleyman ibn Hicham conduisait l'armée principale derrière lui. Cette puissante force alla jusqu'à Akroinon mais elle fut vaincue par l'armée byzantine conduite par l'empereur Léon III l'Isaurien en personne. Les généraux arabes Malik et Abdallah al-Battal périrent, aux côtés des deux-tiers de l'armée arabe,.

## Légende
Si sa carrière militaire ne se distinguait pas particulièrement d'autres de ses contemporains, Abdallah al-Battal devint rapidement le sujet d'histoires populaires et sa réputation grandit progressivement, de manière qu'au Xe siècle, il faisait partie des figures héroïques des guerres byzantino-arabes. Al-Mas'ûdî le classe parmi les « Musulmans illustres » dont les portraits sont présents dans les églises byzantines comme marque de respect. Au cours des Xe et XIIe siècles, son rôle allégué durant le siège de Constantinople fut embelli par l'historien perse Mohammed Bal'ami et le mystique andalou Ibn Arabi. Plusieurs anecdotes fictives s'intégrèrent progressivement au récit historique d'al-Battal à partir de l'époque d'Ibn Asakir au XIe siècle : son nom aurait été utilisé pour effrayer les jeunes enfants byzantins, son entrée dans la cité d'Amorium en faisant croire qu'il était un messager et la manière dont il découvrit les plans byzantins, son séjour dans un couvent où une abbesse le protégea de soldats byzantins avant qu'il ne se marie avec elle et, enfin, sa mort au combat et son enterrement en présence de l'empereur Léon en personne. Au contraire, à partir d'al-Samaw'al ibn Yahya al-Maghribi, plusieurs chroniqueurs musulmans critiquèrent ces récits fabriqués et incorporés dans la biographie d'Al-Battal. Ainsi, Ibn Kathir considérait qu'il s'agissait de « matériaux pauvres et confus, convenables uniquement pour les simples d'esprit ».
Les exploits d'Al-Battal sont aussi le sujet de deux romances. Celle en langue arabe intitulée Histoire de Delhemma et Al-Battal (Sīrat Ḏāt al-Himma wa-l-Baṭṭāl) et la tradition épique en langue turque Sayyid Baṭṭāl Ghāzī. Bien que ces deux textes furent écrits au XIIe siècle et partageaient une tradition arabe commune, elles présentent des différentes notables. Ainsi, le texte turc présentent des influences persanes et turques, dont des éléments surnaturels issus de la tradition populaire ou des inspirations venant du Shâh Nâmeh et de l'histoire d'Abu Muslim al-Khurasani. Les deux romances situent la vie d'Al-Battal au milieu du IXe siècle et l'associent au cycle épique de Malatya et de son émir Omar al-Aqta. Dans le récit arabe, son propre rôle dans les guerres entre les Omeyyades et les Byzantins est supplanté par le héros al-Sahsah. Dans ces histoires, al-Battal est présenté comme un avatar musulman d'Ulysse, dans la mesure où son nom devient un synonyme de « ruse ». Les Turcs exploitent le thème d'Al-Battal après la conquête de Malatya en 1102 par les Danichmendides. Il devient un héros national turc et un symbole de leur conquête de l'Asie Mineure. Les histoires à son propos sont retravaillées au cours des périodes seldjoukides et ottomanes, devenant le sujet d'un grand nombre de récits populaires. Un culte en vient même à se développer autour de lui, dès lors qu'il est dépeint comme un Sayyid, notamment parmi les Alévis et les Bektachi. Le lieu supposé de sa tombe à Seyitgazi devient un centre de pèlerinage important jusqu'au début du XXe siècle, drainant des pèlerins depuis l'Asie centrale.